# Lijst van voetbalinterlands Polen - Rusland
Deze lijst van voetbalinterlands is een overzicht van alle officiële voetbalwedstrijden tussen de nationale teams van Polen en Rusland. De landen speelden tot op heden vijf keer tegen elkaar. Het eerste duel, een vriendschappelijke wedstrijd, werd gespeeld in Moskou op 2 juni 1996. De laatste ontmoeting, eveneens een vriendschappelijke wedstrijd, vond plaats op 1 juni 2021 in Wrocław.

## Wedstrijden
| № | Plaats   | Datum            | Competitie        | Wedstrijd       | Uitslag |
| - | -------- | ---------------- | ----------------- | --------------- | ------- |
| 1 | Moskou   | 2 juni 1996      | Vriendschappelijk | Rusland – Polen | 2 – 0   |
| 2 | Chorzów  | 27 mei 1998      | Vriendschappelijk | Polen – Rusland | 3 – 1   |
| 3 | Moskou   | 22 augustus 2007 | Vriendschappelijk | Rusland – Polen | 2 – 2   |
| 4 | Warschau | 12 juni 2012     | EK 2012           | Polen − Rusland | 1 − 1   |
| 5 | Wrocław  | 1 juni 2021      | Vriendschappelijk | Polen − Rusland | 1 − 1   |

## Samenvatting
| Competitie        | Totaal gespeeld | Winst Polen | Gelijk | Winst Rusland | Doelsaldo Polen – Rusland |
| ----------------- | --------------- | ----------- | ------ | ------------- | ------------------------- |
| EK-eindronde      | 1               | 0           | 1      | 0             | 1 − 1                     |
| Vriendschappelijk | 4               | 1           | 2      | 1             | 6 − 6                     |
| Totaal            | 5               | 1           | 3      | 1             | 7 − 7                     |

## Details

### Eerste ontmoeting
| Vriendschappelijk (Moskou, Rusland, 2 juni 1996): |       |       |
| Rusland                                           | 2 – 0 | Polen |
| Joeri Kovtoen 21' Vladimir Bestsjastnych 72'      | goals |       |

### Tweede ontmoeting
| Vriendschappelijk (Chorzów, Polen, 27 mei 1998):       |       |                        |
| Polen                                                  | 3 – 1 | Rusland                |
| Mirosław Trzeciak 4' Tomasz Hajto 57' Tomasz Hajto 90' | goals | 5' Aleksey Gerasimenko |

### Derde ontmoeting
| Vriendschappelijk (Moskou, Rusland, 22 augustus 2007): |       |                                              |
| Rusland                                                | 2 – 2 | Polen                                        |
| Dmitri Sytsjov 21' Roman Pavljoetsjenko 34'            | goals | 73' Jacek Krzynówek 77' Jakub Błaszczykowski |

### Vierde ontmoeting
| EK 2012 (Warschau, Polen, 12 juni 2012): |              | |
| Polen | 1 – 1        | Rusland |
| Jakub Błaszczykowski 57' | goals        | 37' Alan Dzagojev |
| Franciszek Smuda | bondscoach   | Dick Advocaat |
| Przemysław Tytoń Sebastian Boenisch Damien Perquis Marcin Wasilewski Łukasz Piszczek Rafał Murawski Eugen Polanski 85' Adrian Mierzejewski 73' Ludovic Obraniak 90+3' Jakub Błaszczykowski Robert Lewandowski | opstellingen | Vjatsjeslav Malafejev Joeri Zjirkov Sergej Ignasjevitsj Aleksej Berezoetski Aleksandr Anjoekov Igor Denisov Konstantin Zyrjanov Roman Sjirokov Andrej Arsjavin 70' Aleksandr Kerzjakov 80' Alan Dzagojev |
| Dariusz Dudka 73' Adam Matuszczyk 85' Pawel Brozek 90+3' | wissels      | 70' Roman Pavljoetsjenko 80' Marat Ismailov |
| Robert Lewandowski 60' Eugen Polanski 79' | gele kaarten | 61' Igor Denisov 75' Alan Dzagojev |